# Аслаханов, Асламбек Ахмедович
Асламбе́к Ахме́дович Аслаха́нов (11 марта 1942, Новые Атаги, Чечено-Ингушская АССР — 11 августа 2024, Москва) — российский политический и государственный деятель. Советник президента России по проблемам Северо-Кавказского региона (2004—2008), генерал-майор милиции МВД СССР, доктор юридических наук, профессор. Член Совета Федерации — представитель от Правительства Омской области в Совете Федерации Федерального Собрания Российской Федерации (2008—2012), депутат Государственной Думы (2000—2003), председатель Комитета Верховного Совета Российской Федерации по вопросам законности, правопорядка и борьбы с преступностью (1990—1993). Действительный государственный советник Российской Федерации 1-го класса. Заслуженный мастер спорта России по самбо.

## Биография
Асламбек Ахмедович Аслаханов родился 11 марта 1942 года в селе Новые Атаги (Шалинский район, Чечено-Ингушская АССР). Чеченец, учился в Киргизии, куда в 1944 году была депортирована его семья, но окончил школу уже в Грозном.
В 1967 году окончил юридический факультет Харьковского Государственного педагогического института. После окончания поступил на службу в органы МВД Украинской ССР.
В 1981 году окончил с красным дипломом учёбу в Академии МВД СССР, был назначен старшим инспектором по особым поручениям, заместителем начальника отдела, начальником отдела Главного управления по борьбе с хищениями социалистической собственности и главным инспектором Главной инспекции организационно-инспекторского управления МВД СССР. В центральном аппарате Аслаханов прошёл путь от подполковника до генерала.
По приказу МВД СССР собирал материалы на Гейдара Алиева с целью привлечения его к уголовной ответственности. В 1988 году в составе следственной группы прибыл в Баку для ареста Гейдара Алиева.
В 1989 году во время захвата террористами самолёта с заложниками в аэропорту Бина Азербайджанской ССР, Аслаханов вызвался вести переговоры. Он проник на борт самолёта и способствовал освобождению заложников. За эту операцию в том же году был награждён орденом Красной Звезды. Позднее был вынужден покинуть город в связи с опасной обстановкой в регионе и протестами Народного Фронта.
В начале 1990-х годов уволился из МВД.
В 1991 году поддержал Джохара Дудаева. 6 сентября гвардейцы Общенационального конгресса чеченского народа (ОКЧН) ворвались в здание Верховного совета Чечено-Ингушетии и разогнали депутатов:
Аслаханов уходит, о чём-то совещается с Дудаевым, Яндарбиевым, потом выходит на площадь, приблизительно в 6 часов возвращается, через 15 минут буквально на его плечах толпа врывается в Верховный Совет.
При штурме были избиты более 40 депутатов, а председатель горсовета Грозного Виталий Куценко погиб. Согласно версии сторонников ОКЧН, Куценко пытался выбраться из здания через окно, но упал и от полученных травм скончался. Согласно выводам комиссии Говорухина, Куценко был выброшен из окна, но установить виновного ей не удалось.
В ходе чеченских войн резко критиковал силовые действия и предлагал себя в качестве посредника для переговоров.
С 1992 года до своей смерти был президентом Общероссийской общественной организации «Ассоциация работников правоохранительных органов и спецслужб Российской Федерации».
С 2000 по 2003 год был депутатом от Чечни в Госдуме, вступил в думскую фракцию «Отечество — Вся Россия», с 2002 года — заместитель главы комитета Думы по госстроительству.
С августа 2003 года советник Президента Российской Федерации по вопросам Северо-Кавказского региона.
В августе 2003 года участвовал в неформальных переговорах с А. Закаевым в Лихтенштейне, результатом которых стал мирный план.
В 2004 году во время захвата заложников в Беслане получил от В. В. Путина полномочия на переговоры с террористами, однако прибыл в Северную Осетию уже после того, как начался штурм школы.
С июля 2008 года по май 2012 года представлял правительство Омской области в Совете Федерации Федерального Собрания Российской Федерации.
С 2011 года до конца жизни являлся президентом Международной Ассоциации «Антиконтрафакт».
Автор более ста научных и публицистических работ, доктор юридических наук, профессор Академии МВД России. Награждён более чем 100 государственными, ведомственными, региональными и международными наградами.
Имел 6 детей.
Скончался 11 августа 2024 года на 83-м году жизни после продолжительной болезни. 

## Спортивные результаты
Заслуженный мастер спорта России по самбо, мастер спорта СССР по вольной, классической борьбе и дзюдо. В Москве проводится международный турнир по самбо на призы А. Аслаханова. Турнир является этапом Кубка мира по самбо. Тренировался самостоятельно, поскольку был слишком независимым. Чемпион Краснодарского края по боксу. Служил в спортроте. Участвовал в соревнованиях до 1975 года.
В 1971 году был капитаном сборной Украины по самбо на Спартакиаде народов СССР. В первой же схватке порвал мышцу бедра и не смог хорошо выступить.
В 1978 году, три года спустя после ухода из большого спорта, по распоряжению начальства выступил за Амурскую область на чемпионате Сибири и Дальнего Востока по самбо. Для подготовки оставалось десять дней. В финале победил серебряного призёра чемпионата СССР и потерял сознание. Аслаханов был срочно доставлен в госпиталь. У него отказали почки и другие жизненно важные органы.
4-кратный чемпион мира среди ветеранов.

## Награды
- Орден Красной Звезды (15 июня 1989).
- Орден «За заслуги перед Отечеством» IV степени (5 апреля 2003) —  за активную законотворческую деятельность и многолетнюю добросовестную работу[13].
- Орден Дружбы (11 марта 2007) — за большой вклад в обеспечение деятельности Президента Российской Федерации и многолетнюю государственную службу[14].
- Орден Почёта (30 сентября 2012) — за активную законотворческую деятельность, заслуги в укреплении законности и многолетнюю добросовестную работу[15].
- Почётный гражданин Чеченской Республики (11 марта 2017) — за заслуги в развитии российской государственности, укреплении мира и согласия в обществе
- Орден Кадырова (30 апреля 2008).
- Орден «Национальное достояние» (21 июня 2018).
- Орденский знак «Во славу законности» (12 марта 2007)[16].